# Kugelblitz
Flakpanzerkampfwagen IV (3 cm M.K. 103 Zwilling), «Кугельблиц» (нем. Kugelblitz — «шаровая молния») — германская опытная зенитная самоходная установка (ЗСУ) периода Второй мировой войны. Создана фирмой «Даймлер-Бенц» в 1944 году, на шасси наиболее распространённого среднего танка PzKpfw IV. Для установки вращающейся башни специальной конструкции был использован погон танка «Тигр».

## Устройство и назначение

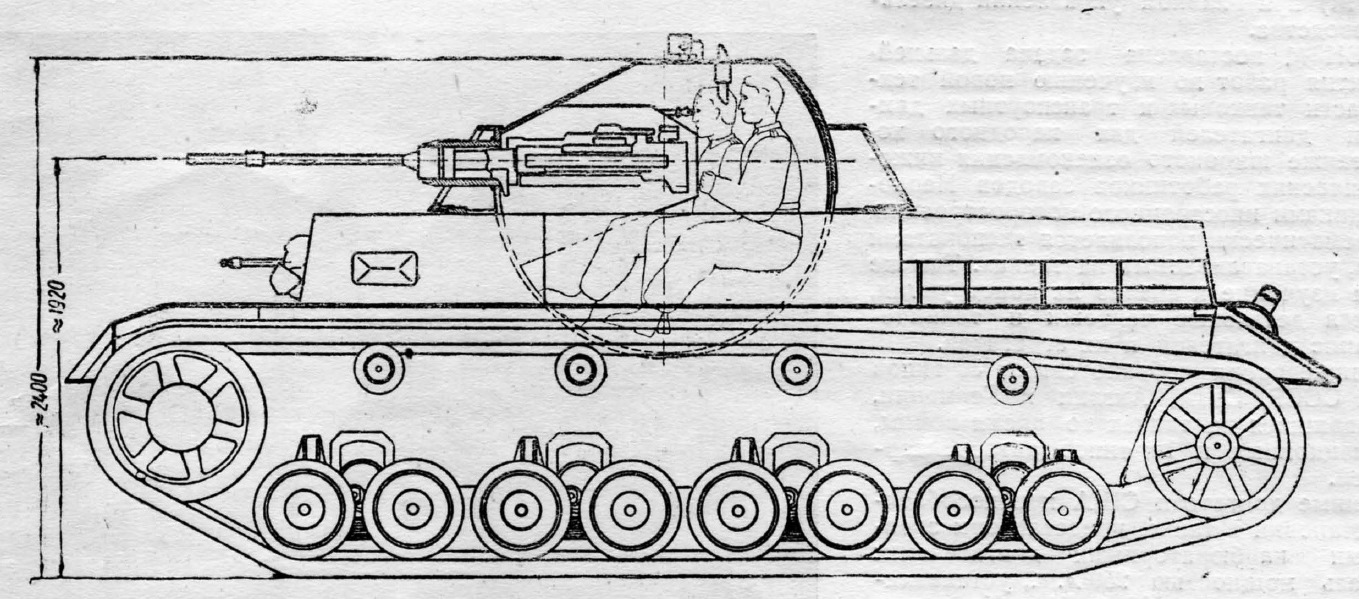

Советские специалисты при изучении данной машины пришли к выводу, что ЗСУ, благодаря своим ходовым качествам, мощности вооружения и быстроте подготовки орудия к бою, предназначалась для защиты танковых колонн на маршах от воздушных налётов.
Броневая защита орудия была изготовлена в виде шара, к котором размещены две 30-мм авиационные пушки МК-103 с ленточным питанием, два оптических и два авиационных прицела для каждого из двух наводчиков: по горизонту и по высоте, которые также находились в шаровой бронезащите и вращались вместе с ней. Конструкция башни обеспечивала возможность кругового обстрела по горизонту и стрельбы по воздушным целям при угле возвышения до 90°. В советских источниках указан экипаж в 5 человек, командир машины предположительно размещался в задней части башни, между наводчиками и имел свой прибор наблюдения.

## Выпуск и боевое использование
Планировалось начать выпуск «Кугельблицев» уже осенью того же года, однако из-за непрекращающихся задержек, вызванных тяжёлым положением германской промышленности выполнить даже сокращённый план в полной мере не удалось. Так, из трёх, начатых в сентябре 1944 года производством на «Даймлер-Бенц» шасси, ни одного не закончили. В конце октября два шасси стали собираться на Stahlindustrie в Дуйсбурге. Туда же отправились и два изготовленных корпуса с башнями. Одной из главных причин стал захват противником предприятий фирмы Deutsche Edelstahlwerke, которая к тому времени стала главным субподрядчиком. Фактически, в феврале 1945 года, в Дуйсбурге, удалось собрать только две установки (по советским данным было собрано 3 опытных образца). О боевом применении этих самоходок известно очень мало. Так, минимум один «Kugelblitz» использовался в боях за Берлин в составе запасного зенитного дивизиона. Предположительно, ЗСУ привлекалась для обеспечения ПВО аэродрома Spatenberg и 1 апреля 1945 года была уничтожена советскими войсками. Ещё две турели были отправлены в Берлин, где использовались в качестве стационарных огневых точек. В настоящее время сохранилась только одна турель, которая демонстрируется в экспозиции Lehrsammlung der Heeresflugabwehrschule (Rendsburg). Еще одна установка воевала на Западном фронте при обороне моста через реку Верра. В 1996 году на склоне горы Spatenberges были обнаружены элементы башни, которые были отправлены для восстановления.

## Планы дальнейшего усовершенствования ЗСУ
Согласно советским данным, немецкой промышленностью планировалась дальнейшая модернизация и усовершенствование данной ЗСУ, а именно:
— усиление огневой мощи за счёт установки двух дополнительных 20-мм зенитных пушек;
— установка приводов наводки с гидравлическим управлением, для быстрой наводки орудия;
— изготовление установок с ходовой частью и корпусом танка Pz.Kpfw.38(t) Ausf.D, имеющего броню до 30-мм.

## Галерея

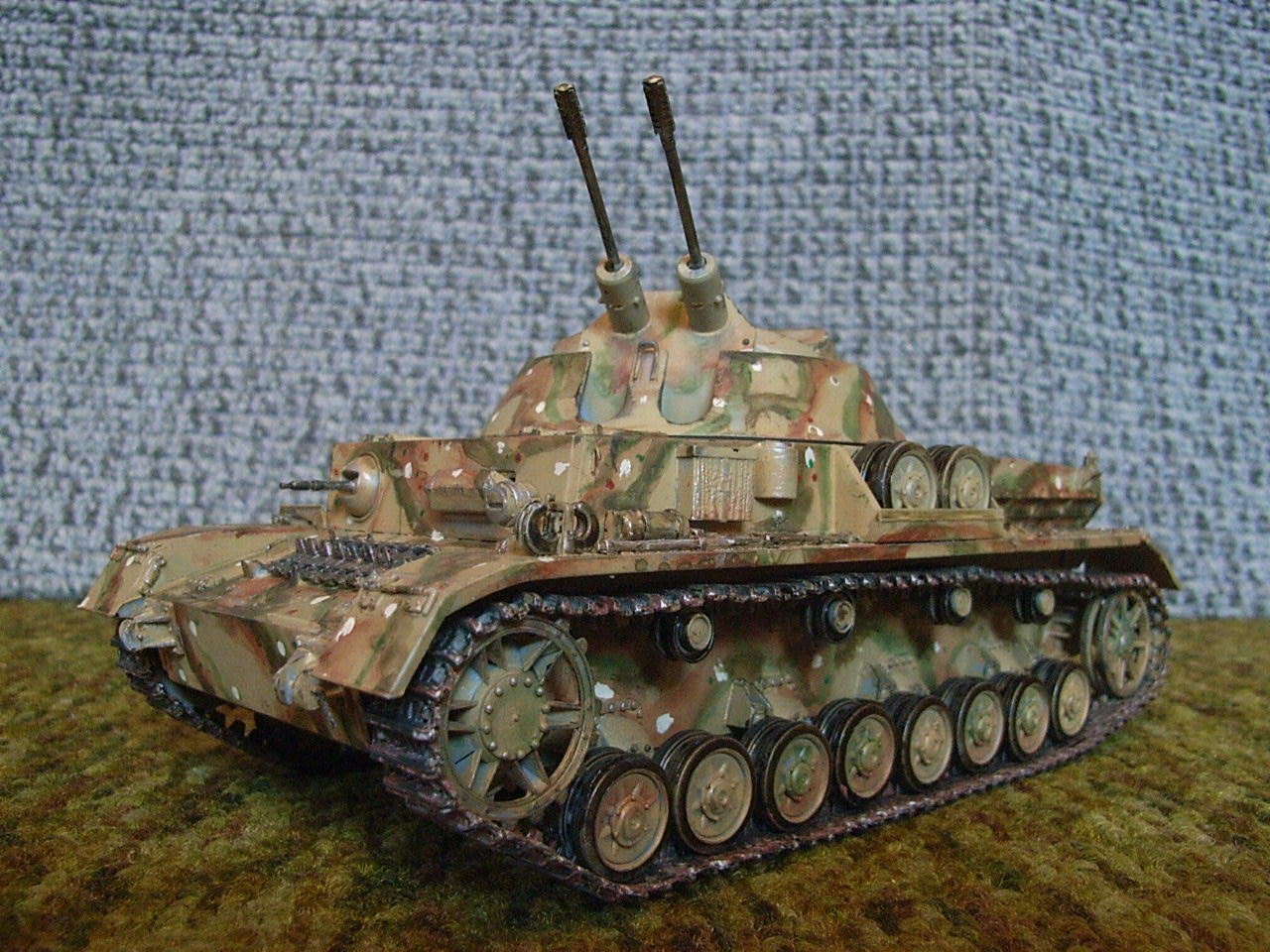
Flakpanzer Kugelblitz (Modell)
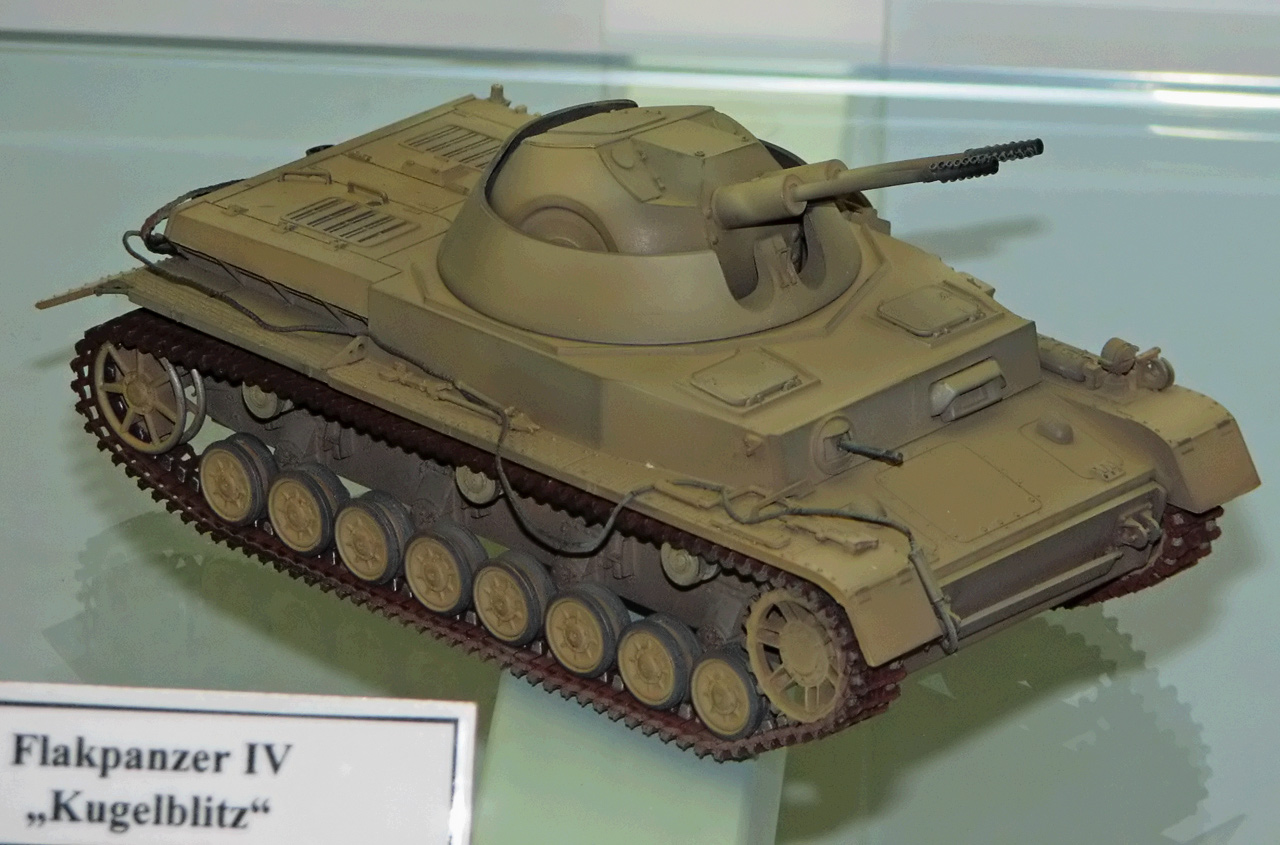
Dieses Bild zeigt ein Modell des Flakpanzers "Kugelblitz".
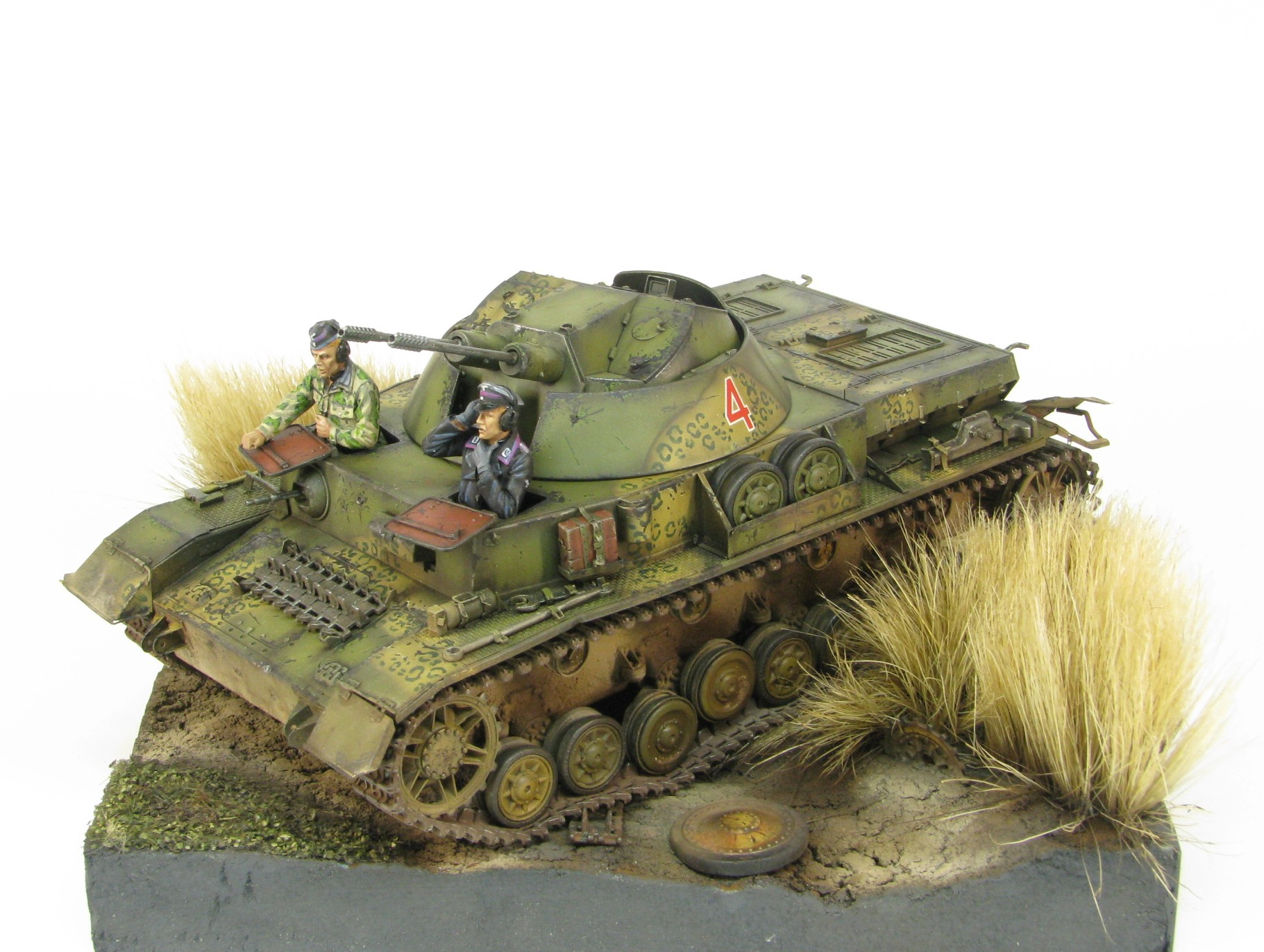
Flakpanzer Kugelblitz- 1/35 scale model